# Поверхова підготовка шахтного поля

Поверхова підготовка шахтного поля — відрізняється тим, що шахтопласт за падінням поділяється на витягнуті за простяганням частини — поверхи.

## Загальний опис
Межі поверху: за підняттям — поверховий вентиляційний штрек, за падінням — поверховий відкатний штрек, а за простяганням — межі шахтного поля. Підготовка пласта починаєть-ся з проведення у середині шахтного поля головних похилих виробок — капітального та допоміжного бремсберґів, а також вентиляційного хідника (рис. 1). Від капітального бремсберґа в обидва боки до меж шахтного поля проводять поверхові від-катні та вентиляційні штреки. Відстань між штреками за падінням дорівнює похилій висоті поверху і змінюється в широких межах — від 100 до 600 м. Напрям відпрацювання крила поверху може бути прямий — від стовбура до меж шахтного поля, або зворотний — від меж шахтного поля до стовбура. В залежності від цього розрізні печі проводять на відстані 40–60 м від похилих виробок або ж у межах поверху за простяганням. На діючих шахтах у бремсберґових полях застосовується низхід-ний порядок відробки поверхів — зверху вниз. Можливий і висхідний порядок — знизу вгору. Поверхи у похиловому полі від-робляються у низхідному порядку. При розробці зближених пластів можлива групова підготовка з проведенням комплексу похилих виробок, наприклад, тільки по нижньому пласту або у бокових породах. В цьому випадку на кожному поверсі на пласти проводять від похилих виробок поверхові квершлаґи — транспортні та вентиляційні. При невеликій відстані між пластами можливе групування на рівні поверхових штреків, групові штреки проводять або по одному з пластів, якщо він має бічні стійки породи, або у бокових породах, переважно у підошві пласта. Поверхові пластові штреки з'єднуються з груповими штреками за допомогою квершлаґів або ґезенків і погашаються ділянками, або слід у слід за очисним вибоєм в залежності від системи розробки.
Найхарактерніший поверховий спосіб підготовки для розробки крутопохилих та крутих пластів. Особливістю розробки таких пластів є відсутність похилих підготовчих виробок — бремсберґів та похилів. На кожному горизонті розташовується один поверх і суть підготовки зводиться тільки до проведення відкатних та вентиляційних поверхових штреків після розкриття кожного пласта поверховими квершлаґами (рис. 2.) Поверхи похилою висотою 100—150 м відробляються лавами, що рухаються за простяганням, або смугами за падінням. На діючих шахтах, як правило, поверхи відробляють без поділу на підповерхи з групуванням декількох пластів на польовий або пластовий груповий поверховий штрек. Проміжні квершлаґи, якими з'єднуються пластові та групові штреки, поділяють крило поверху на виїмкові поля довжиною 200—600 м за простяганням.
На шахтах Центрального району Донбасу бл. 80 % пластів розробляються з групуванням. Головна перевага поверхової підготовки — порівняна простота схеми планування гірничих виробок. Недоліки: обмежена довжина лінії очисних вибоїв на поверху, а звідси і порівняно невелике навантаження на шахтопласт; труднощі забезпечення високої концентрації очисних робіт на шахті; підвищені експлуатаційні витрати на підтримання поверхових штреків. Умови застосування: кут падіння будь-який, крім горизонтального залягання пластів, але при кутах падіння до 25° застосування цього способу підготовки рекомендується при невеликих розмірах шахтного поля за простяганням (до 4,0–4,5 км) та при розкритті шахтного поля похилими стволами; потужність, газоносність, викидонебезпечність та обводнювання пластів значення не мають.